# Вознесенськ (станція)
Вознесенськ — проміжна залізнична станція Знам'янської дирекції Одеської залізниці на електрифікованій лінії Помічна — Колосівка між станціями Олександрівка (8 км) та Мартинівська (25 км). Розташована у однойменному місті Миколаївської області.

## Історія
Станція відкрита 1914 року під такою ж назвою.
У 1972 році електрифікована змінним струмом (~25 кВ) в складі дільниці Помічна — Колосівка.

## Пасажирське сполучення
На станції зупиняються приміські електропоїзди. Станом на 2024 рік рух пасажирських поїздів по станції відсутній, станція є кінцевим пунктом для трьох пар приміських поїздів Помічна — Вознесенськ, через руйнацію залізничного мосту через річку Південний Буг у напрямку станції Колосівки в ході російського вторгнення в Україну. З 2025 року рух поїздів на лінії Помічна — Колосівка, в тому числі через міст повністю відновлено.